# Strandvägen

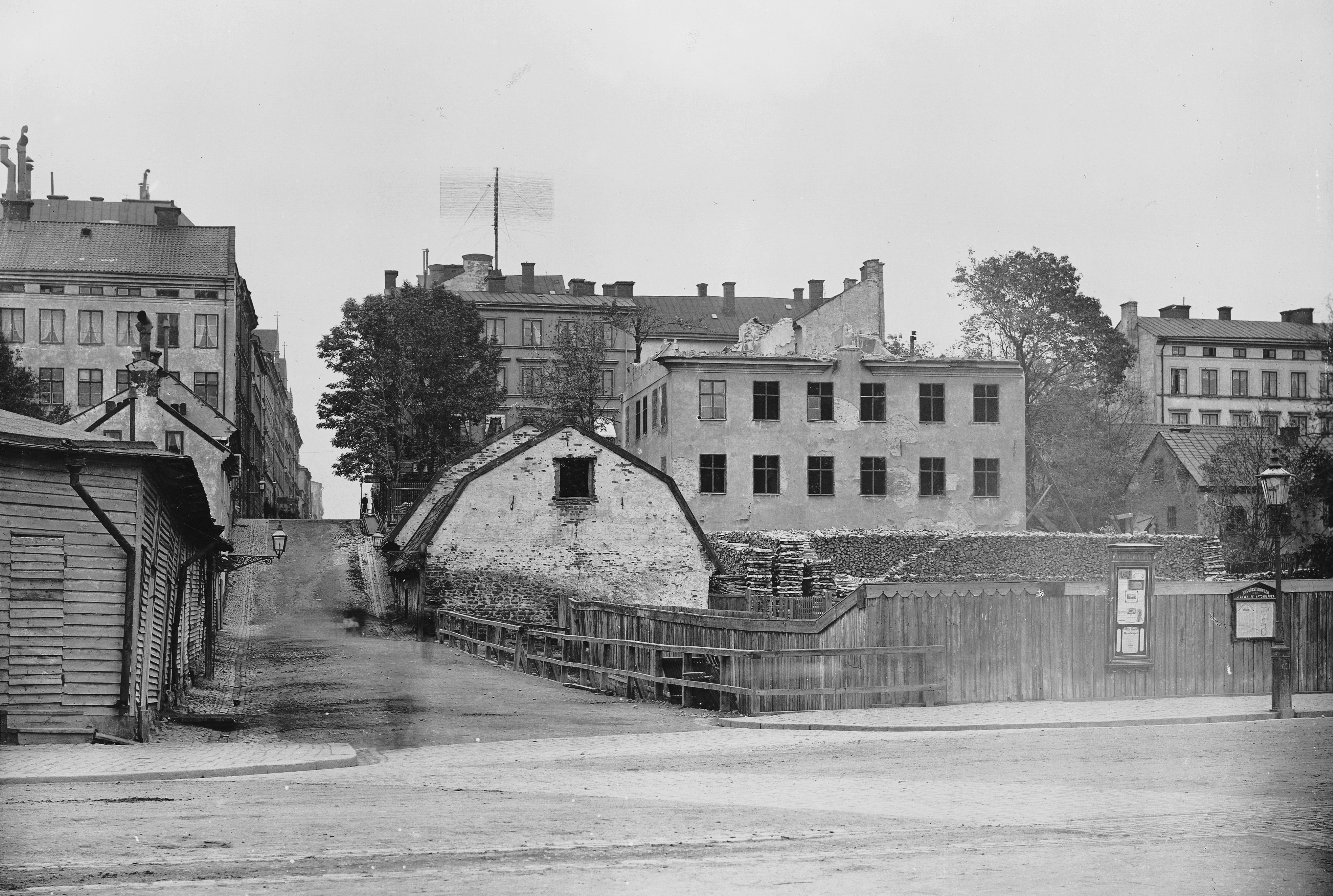
Strandvägen um 1894

Der Strandvägen ist eine boulevardähnliche Prachtstraße in Stockholm im Stadtteil Östermalm.

## Hintergrund
Der Strandvägen erstreckt sich vom Nybroplan im Westen zur Djurgårdsbron im Osten und wird im Süden vom Kai zum Nybroviken hin begrenzt. Der Straßenzug ist ca. 1200 Meter lang und ca. 35 Meter breit (inklusive Kai). Im 19. Jahrhundert war sein Name Ladugårdslands Strandgata, zu der Zeit befanden sich hier nur marode Häuser und provisorische Unterkünfte, der Weg war kaum befahrbar.

## Planung und Fertigstellung
Im Jahr 1857 fingen die Stockholmer Stadtherren an, über einen Kai vom Nybroplan zur Djurgårdsbrücke zu diskutieren und die Situation an der Ladugårdslands Strandgata zu verbessern. Der Chef des städtischen Wasserbaubüros, E. E. von Rothstein, bekam den Auftrag das Problem zu lösen und 1859 präsentierte er den Plan einer breiten, baumbepflanzten Prachtstraße, „welche ihresgleichen in Europa nicht zu finden sei“. 1862 fingen die Bauarbeiten an, aber bis in die 1890er Jahre war der Strandvägen, der 1885 so benannt wurde, immer noch eine riesige Baustelle. Einer der Bauherren, Isaak Hirsch, beschwerte sich, er könne seine Baustelle nur über Umwege erreichen oder sich über den Nybroviken rudern lassen. Zur Stockholmer Ausstellung 1897 war jedoch alles fertig und Stockholms neue Prachtstraße konnte eingeweiht werden.
Von Beginn an fuhr hier auch die neue Straßenbahnlinie über die ebenfalls 1897 eingeweihte Djurgårdsbron nach Djurgården. 1967 wurde diese Linie mit der Einführung des Rechtsverkehrs eingestellt. Seit 1991 befährt wieder eine Museumsstraßenbahn, die Djurgårdslinjen die alte Strecke.
Heute ist der Strandvägen die „feine“ Adresse in Stockholm und viele Prominente haben oder hatten hier ihren Wohnsitz und zahlreiche exklusive Geschäfte haben hier ihre Niederlassungen.